# キリル1世 (モスクワ総主教)
モスクワ総主教キリル1世（ロシア語: Патриарх Кирилл, 教会スラヴ語: Ст҃ѣ́йшїй патрїа́рхъ кѷрі́ллъ、1946年11月20日 - ）は、サンクトペテルブルク出身のモスクワ総主教。

## 経歴
1946年11月20日、ウラディーミル・ミハイロヴィチ・グンヂャエフ（ロシア語: Влади́мир Миха́йлович Гундя́ев）として、レニングラード（現在のサンクトペテルブルク）に生まれた。父親は正教会の司祭、母親はドイツ語教師である。
中等学校卒業後、1962年から1965年までレニングラード総合地質探検隊の技術地図製作者として働いた。任期のあと、レニングラード神学校・神学アカデミーに通い、1970年に学位を取得。
1989年11月からロシア正教会渉外局長を務め、1991年にはスモレンスクとカリーニングラードの府主教に着座した。2009年2月1日にモスクワ総主教に着座。
2000年5月に、自治教会である日本正教会の首座主教着座式のため、モスクワ総主教アレクシイ2世に随行して来日。2008年9月中旬には、ロシア正教会駐日ポドヴォリエの新聖堂成聖のために来日した。
アレクシイ2世の永眠に伴い、2008年12月6日から総主教代行を務め、2009年1月27日にモスクワ総主教に選出された。ただし2009年2月1日の正式な着座までは、正式には「総主教」ではなく「選出総主教（ロシア語: Наречённый Патриарх Московский, 英語: Patriarch-elect）」「府主教」と呼ばれていた。
2009年2月1日の着座式には、アレクサンドリア総主教セオドロス2世、ポーランド正教会首座主教サワ府主教、アルバニア正教会首座主教アナスタシオス大主教、日本正教会首座主教ダニイル主代郁夫府主教など、世界各国から多くの主教・使節団が陪祷・参祷した。
2012年（平成24年）9月14日から18日にかけて、初代日本大主教聖ニコライの没後100周年を記念して来日した。9月15日に仙台市を訪問し、東日本大震災の被災者を見舞った。
2016年2月12日、キューバでローマ・カトリック教会のフランシスコ教皇と会談した。これは正教圏とカトリック教会の歩み寄りを象徴する出来事だった。同年5月28日には、プーチン大統領とともにギリシャのアトス山を訪れ、ロシア人修道士入山1000周年を祝賀した。
2022年3月16日、ロシアによるウクライナ侵攻で犠牲者が出るなか、ローマ・カトリック教会のフランシスコ教皇とオンラインで協議した。2人はともに、ロシアとウクライナによる停戦協議の重要性を強調した。
2023年1月6日、ロシア正教のクリスマスに当たる日、ロシア側はウクライナに対し36時間の停戦を宣言した。これらキリル1世がプーチン大統領に働きかけた結果、実現したものとされている。ただし、戦場では必ずしも指示は徹底されず、各都市で死傷者が生じた。

## 人物

### KGB所属
2009年に、ミハイロフというコードネームを持つKGBのエージェントであったと指摘されていることがタイムズによって報道された。
宗教の自由を監視する組織であるフォーラム18のフェリックス・コーリーは、「ミハイロフファイル：キリル総主教とKGB」という論文で証拠書類の内容を明らかにしている。若い司祭兼司教として、世界教会協議会（WCC）や他の国際組織への潜入をしており、KGBが与えた任務は「ラテンアメリカ全体にカトリックとマルクス主義のハイブリッドである『解放の神学』を広めることにWCCを関与させること」であったという。

### プーチン大統領をサポート
同じくサンクトペテルブルク出身で、KGBのエージェントであった経歴も共通するプーチン大統領の精神的盟友であり、公に支持している。
プーチン大統領とキリル総主教は、ルースキー・ミールという価値観が共通している。現在のロシア政府をロシアのキリスト教文明の守護者と見なす世界観であり、旧ソ連やそれ以前のロシア帝国の領土はロシアの正当な勢力圏であるとする考え方である。その実現を目指して、プーチン大統領が「政治的」にキリル総主教が「精神的」に取り組んでいる。
プーチン大統領が2012年と2018年に大統領に再選した際には、特別な祈りの儀式を行っている。
2022年ウクライナ侵攻を支持
キリル総主教は、2022年のウクライナ侵攻を支持する立場に立つ。ロシアの名門モスクワ大学の学長ヴィクトル・A・サドーヴニチィ（ロシア大学学長連盟）も同じ立場を表明しており、宗教界と教育機関のトップがともに侵攻支持の立場にいることになる。
キリル総主教は、プーチン大統領の軍事侵攻について「対立の起源は西側諸国とロシアの関係にある。NATOが約束を守らず、ロシアとの国境に近づき、軍備を増強してきた。さらに、西側はウクライナの人たちを再教育してロシアの敵に作り変えようとした」という軍事侵攻に理解を示す声明を発表した。
軍事侵攻に際しては、ロシア軍を祝福し、「特別軍事作戦」に祝福を与えている。この侵攻支持の立場は、各国のキリスト教関係者からも批判の声が上がっている。
（2022年ウクライナ侵攻を支持の詳細は、アメリカ版Wikipedia、Patriarch Patriarch Kirill of MoscowのPublic controversiesの項に記載されている）
同年5月4日、EUはキリル1世をロシアに対する経済制裁の対象リストに加えていたことが分かった。これに対し、キリル1世はブダペストのシリア正教会の総主教イグナティウス・アフレム2世やハンガリーのオルバーン首相などを通じて抵抗している。6月2日にEUはハンガリーからの受け入れを得るため、キリル1世を制裁リストから外したことが分かった。しかし、同月22日に英国がキリル1世を制裁リストに加えた。

### 豪奢な生活ぶり
クレムリンの宮殿内に住んでいるとされる。聖職者でありながら、その豪奢な生活ぶりが問題視されることもある。
2009年には、政府高官との会談時に3万ドル相当のブレゲの腕時計を着用していたことが指摘され、ロシア国内でも批判された。2020年の時点で、家族と共に数百万ドル相当の不動産を所有しており、推定純資産が40〜80億ドルと推定されている。スイスのチューリッヒ近郊にシャレーを所有するほか、モスクワ・スモレンスク・カリーニングラードの各地域で多くの不動産オブジェクトの株式を所有している。ロシア正教会のもとにある様々な宗教団体が所有する20以上の住居を、自由に利用できるという。また、たばこ・自動車・石油・宝飾品などの事業に関わっている。
2012年、ロシア正教会は総主教の私生活について議論することは「非倫理的」であり、ロシアの敵対勢力による不当な攻撃であると表明している。

### 来日
8回の来日経験がある。1969年に初来日したが、その際に和食に出会って以来の大の和食好きであり、「世界に数ある料理のなかでも私は未だに和食が圧倒的に好きだ」と述べた。

## ギャラリー

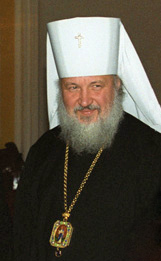
2001年10月11日。撮影当時は府主教であり、クロブークも府主教のものを着用している。
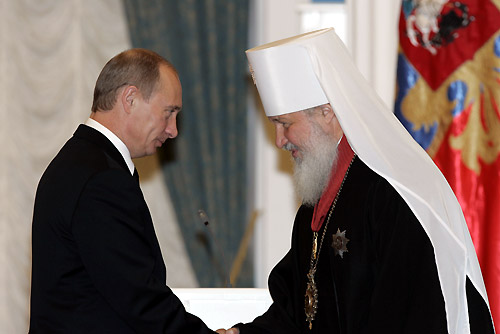
2006年12月21日。府主教（肩書当時）キリルと、ロシア連邦大統領プーチン（肩書当時）。
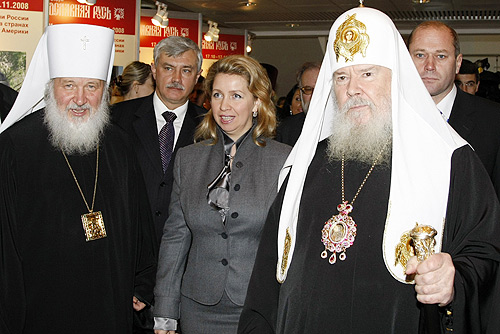
2008年11月8日。府主教（肩書当時）キリルと、総主教アレクシイ2世。
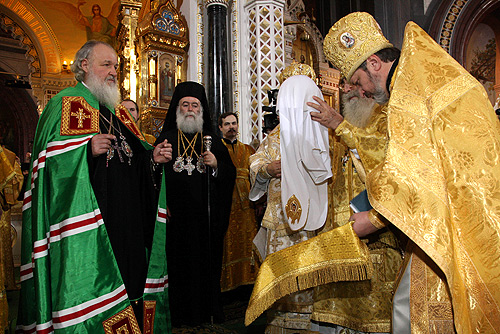
2009年2月1日。着座に際し、総主教用のクーコリを受けるキリル1世（救世主ハリストス大聖堂）。後方でアレクサンドリア総主教セオドロス2世が見守っている。
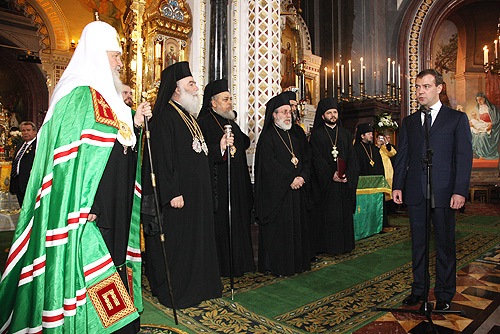
2009年2月1日。着座直後の総主教キリル1世と、ロシア連邦大統領メドヴェージェフ（救世主ハリストス大聖堂）。
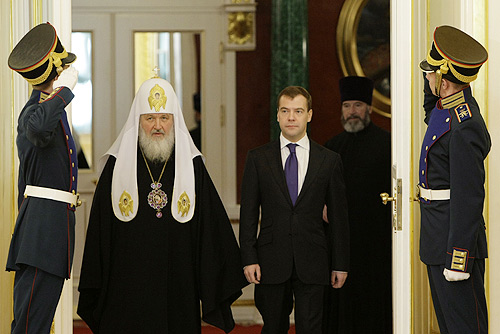
2009年2月2日。高位聖職者のレセプションに臨む総主教キリル1世と、ロシア連邦大統領メドヴェージェフ。
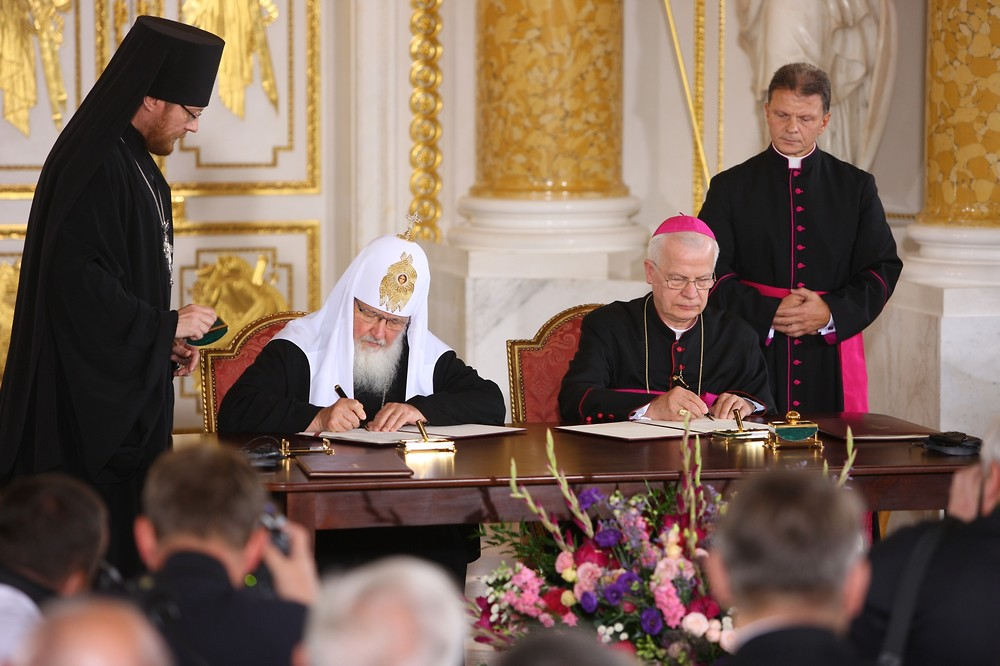
キリル1世（中央左）と、プシェムィシル大司教ユゼフ・ミハリク（ポーランド語版）（中央右）（2012年）。ワルシャワにて。